# 浦富村
浦富村（うらとみそん）は、鳥取県岩井郡・岩美郡にあった村、自治体である。

## 概要
現在の岩美町浦富（うらどめ）に相当する。北は日本海に面し、南は沖積平野が広がった海岸部に位置した。
浦富は「浦住」や「浦留」とも書いた。浦留には船着き場の意味、また浦富は浦で繁栄するという意味と伝えられる。
藩政時代には鳥取藩領の岩井郡浦住保（浦富保）に属する本浦住村（浦富村）と町浦住村（町浦富村）があった。
本浦住は浦富海岸部の呼称であり、浜浦住とも言った。往古は磯部とも言われ、「浦」「磯」共に海岸を表す言葉である。横穴式古墳とその出土品から6、7世紀頃から集落が発生したと考えられる。江戸期まで田後という出村があったが明治に分村した。
町浦住は西の本浦住と東の牧谷の間に位置し、陣屋や武家屋敷が作られて新しく形成された村である。後に町浦富と言い換えられて現在も用いられている呼称である。浦富村合併後はその中心部を占めていた。
天正9年（1581年）から慶長5年（1600年）までの20年間、垣屋光成・垣屋恒総が城主の桐山城城下町であった。
明治以降は海岸部交通上の要地を占め、各種物資の大集散地として賑わった。

## 沿革
- 寛永9年（1632年） - 鵜殿氏の領地となる[1]。
- 天保13年（1842年）8月 - 鵜殿長発が自分手政治をする許可を受ける。同年10月、本浦住村を浦富村、町浦住村を町浦富村と改称する[1][3]。
- 1876年（明治9年）8月21日 - 島根県の管轄となる。
- 1877年（明治10年）3月5日 - 町浦富村が浦富村に合併する。浦富村の一部が分村して田後村となる[4]。
- 1881年（明治14年）9月12日 - 鳥取県再置。
- 1883年（明治16年）- 連合戸長役場を浦富村に設置[1]。
- 1889年（明治22年）10月1日 - 町村制施行により、自治体としての浦富村（初代）が発足。大字は編成せず。牧谷村との組合役場を浦富村に設置[5]。
- 1896年（明治29年）4月1日 - 郡制の施行により、邑美郡・法美郡・岩井郡の区域をもって岩美郡が発足し、岩美郡浦富村となる。
- 1925年（大正14年）4月15日 - 牧谷村と合併し、改めて浦富村（2代、後の浦富町）が発足[6]。旧浦富村は浦富村大字浦富となる[3]。

## 行政

### 戸長
- 郡区町村編制法施行後（1879年）[1]
  - 浦富戸長：沢田常蔵
- 浦富村外七ヶ村連合戸長役場（1883年 - 1889年）：山崎台次[7]
管轄区域：浦富村、田後村、牧谷村・相谷村（後の牧谷村）、小羽尾村・大羽尾村・陸上村・田河内村（後の東村）[1][8]

### 歴代組合村長
| 氏名       | 就任年月日                 | 退任年月日                 | 備考                   |
| ---------- | -------------------------- | -------------------------- | ---------------------- |
| 山崎台次   | 1889年（明治22年）12月20日 | 1890年（明治23年）10月3日  |                        |
| 福光小治郎 | 1890年（明治23年）11月13日 | 1891年（明治24年）1月12日  |                        |
| 木山市衛   | 1891年（明治24年）1月28日  | 1892年（明治25年）4月15日  |                        |
| 沢田信五   | 1892年（明治25年）5月4日   | 1893年（明治26年）5月10日  |                        |
| 福光繁太郎 | 1893年（明治26年）5月17日  | 1893年（明治26年）5月19日  |                        |
| 福光小治郎 | 1893年（明治26年）6月1日   | 1894年（明治27年）11月13日 |                        |
| 木山市衛   | 1894年（明治27年）11月23日 | 1896年（明治29年）5月20日  |                        |
| 沢田十太郎 | 1896年（明治29年）5月27日  | 1899年（明治32年）8月14日  |                        |
| 永美正一   | 1899年（明治32年）9月12日  | 1900年（明治33年）12月18日 |                        |
| 広谷彦次郎 | 1900年（明治33年）12月28日 | 1904年（明治37年）12月27日 |                        |
| 滝清九郎   | 1905年（明治38年）1月11日  | 1905年（明治38年）12月15日 |                        |
| 松本常太郎 | 1906年（明治39年）3月5日   | 1908年（明治41年）1月9日   |                        |
| 中西清     | 1908年（明治41年）4月4日   | 1908年（明治41年）11月16日 | 鳥取市寺町             |
| 中崎正敏   | 1909年（明治42年）1月22日  | 1911年（明治44年）8月5日   | 京都府天田郡曽我井村   |
| 広谷彦次郎 | 1911年（明治44年）8月2日   | 1915年（大正4年）8月1日    |                        |
| 広谷彦次郎 | 1915年（大正4年）8月2日    | 1919年（大正8年）8月1日    |                        |
| 広谷彦次郎 | 1919年（大正8年）8月5日    | 1923年（大正12年）8月4日   |                        |
| 中島一三   | 1923年（大正12年）9月20日  | 1925年（大正14年）4月14日  | 引き続き浦富村長に就任 |
| 参考文献 - |                            |                            |                        |

## 教育
- 浦富尋常高等小学校（現在は統合により岩美町立岩美北小学校となる）

## 交通

### 鉄道
- 山陰本線：岩美駅
中心部の町浦富から離れた場所に設置。開業当時は駅前にはわずか1棟の倉庫があるだけで一帯は水田であった[3]。

### 道路
- 鳥取城下から但馬を結ぶ但馬往来が通っていた。

### 港湾
- 浦富港

## 名所・旧跡
- 浦富海岸
- 鳥取藩台場跡浦富台場跡（うらとみだいばあと）[9]